# Ельток
Ельток (до 2023 года — Волгодоновка) — село в Аршалынском районе Акмолинской области Казахстана. Административный центр Ельтокского сельского округа. Код КАТО — 113441100.

## Географическое положение
Село Ельток располагается на левом берегу реки Ишим. Примерно в 8-ми километрах от Вячеславского водохранилища.
Абсолютная высота — 381 метр над уровнем моря.
Климат холодно-умеренный, с хорошей влажностью. Среднегодовая температура воздуха отрицательная и составляет около −3,9°С. Среднемесячная температура воздуха в июле достигает +20,1°С. Среднемесячная температура января составляет около −14,6°С. Среднегодовое количество осадков составляет около 440 мм. Основная часть осадков выпадает в период с мая по август.
Ближайшие населённые пункты: аул Арнасай — на востоке, станция Бабатай — на юге, разъезд 42 — на западе, село Койгельды — на севере.

## Население
В 1989 году население села составляло 1148 человек (из них русские — 43 %, немцы — 30 %).

В 1999 году население села составляло 941 человек (459 мужчины и 482 женщины). По данным переписи 2009 года, в селе проживало 1004 человека (516 мужчины и 488 женщин).
| Численность населения | Численность населения | Численность населения |
| 1989                  | 1999                  | 2009                  |
| --------------------- | --------------------- | --------------------- |
| 1148                  | ↘941                  | ↗1004                 |

## История
Село было основано в 1913 году. Название дано по месту, откуда прибыли первые переселенцы (Саратовская губерния, Дон).
Село Волгодоновка являлось центральной усадьбой совхоза «Волгодоновский».

## Улицы[8]
- микрорайон 1
- микрорайон 2
- ул. Бейбитшилик
- ул. Достык
- ул. Есиль
- ул. Заречная